# Киндзерский, Аполлоний

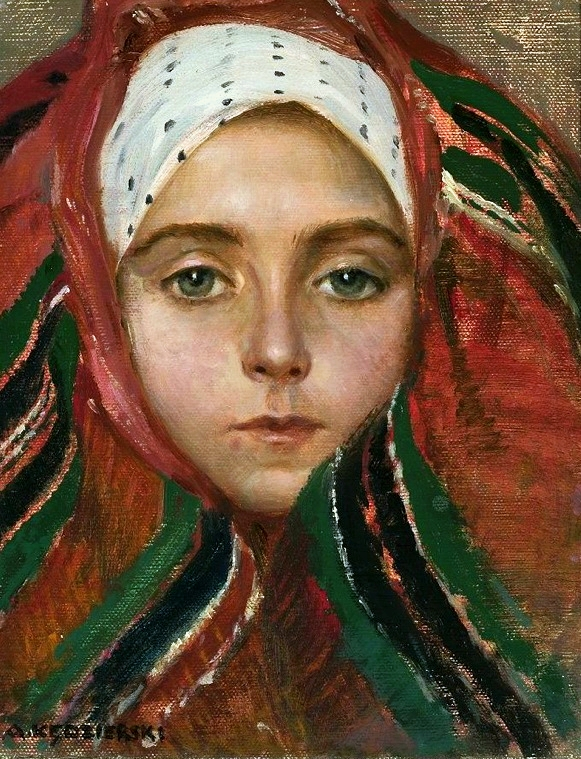
Портрет девочки

Аполлоний Киндзерский (пол. Apoloniusz Kędzierski; 1 июля 1861, Сухеднюв — 21 сентября 1939, Варшава) — польский живописец, акварелист, иллюстратор, декоратор.

## Биография

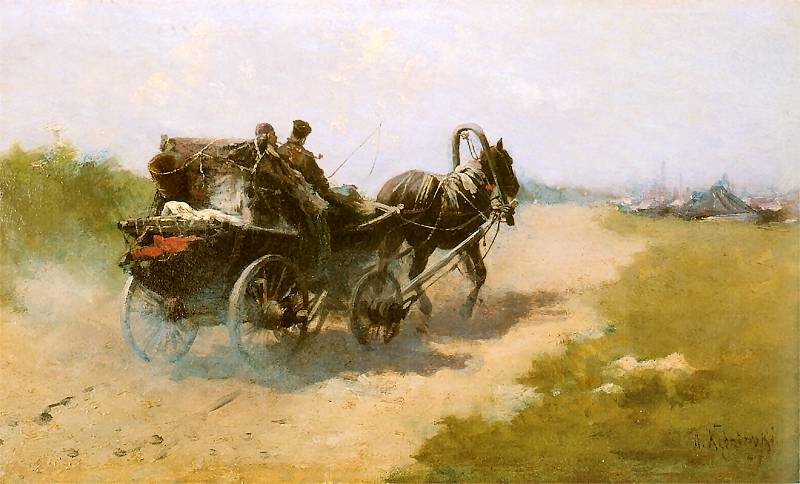
Татарская повозка. 1883 г.

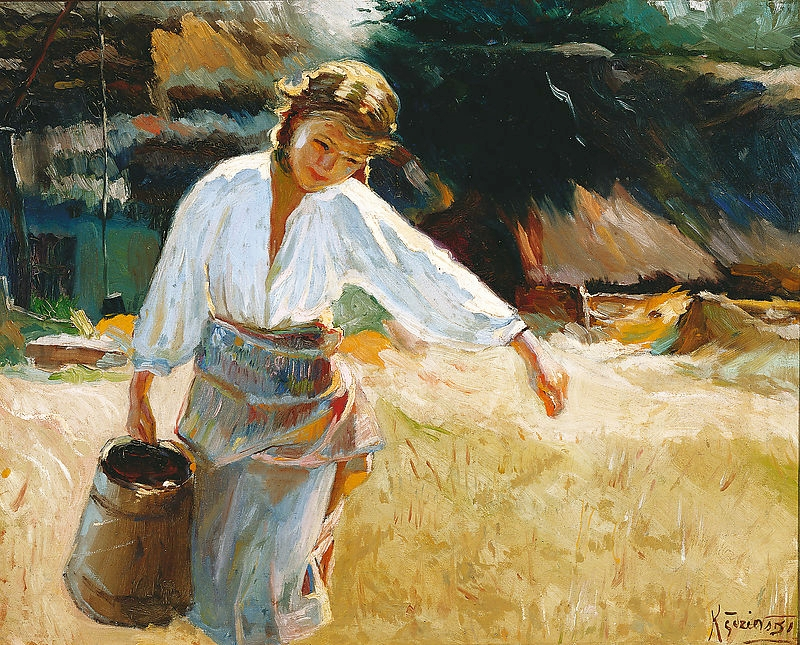
Девушка с ведром

Родился в семье провинциального учителя. После подавления польского январского восстания 1864 г. семья поселились в Радоме, где юный Аполлоний начал учиться в местной гимназии. Благодаря своим талантам в рисовании, стал учеником руководителя частной школы живописи Юзефа Брандта. В 1885 году Ю. Брандт направил А. Киндзерского для продолжения обучения в Варшавскую школу под руководством Войцеха Герсона.
В 1885 году А. Киндзерский при содействии Брандта отправился учиться в Мюнхенской академии художеств (1885—1888).
В 1894 году художник поселился в Варшаве, где и умер в начале Второй мировой войны.

## Творчество
Первоначально творил в стиле Юзефа Брандта, которому он многим был обязан. Позже занялся акварельной живописью. Автор ряда пейзажей, жанровых полотен, изображал красивых женщин, старых рыбаков, цветы и животных.

## Награды
- Командорский крест Ордена Возрождения Польши (1937)[5].
- Офицерский крест Ордена Возрождения Польши (1923)[6].